# Police (Vysočina)
Police é uma comuna checa localizada na região de Vysočina, distrito de Třebíč.